# Ermita de Nuestra Señora de Vallada (Pina de Montalgrao)
La ermita Nuestra Señora de Vallada, de Pina de Montalgrao, en la comarca del Alto Palancia, provincia de Castellón, España, es una ermita católica, catalogada como Bien de Relevancia Local, con código identificativo: 12.07.090-002, según datos de la Dirección General de Patrimonio Artístico de la Generalidad Valenciana.
La ermita, que está rodeada por una alambrada para protegerla, se sitúa muy cerca de la carretera N-234, próxima a la salida de la autovía A-23, autovía Mudéjar, dirección Barracas. Pese a que la ermita está erigida en terreno perteneciente al municipio de Barracas, la ermita es propiedad de la localidad de Pina de Montalgrao.

## Historia
La historia de este templo, actualmente en ruinas, está unida a una leyenda que habla de la aparición de la Virgen en este lugar a un pastor, mientras realizaba sus labores apacentando su rebaño. En ese momento una zarza le indicó el lugar en el cual se podría encontrar una imagen de Ella. La advocación mariana, de Vallada, se debe al paraje en el que encontró, y en el que se construyó la ermita para su veneración. A pesar de que otros pueblos veneran a esta Virgen, es la localidad de Pina de Montalgrao la que más devoción le ofrece, debido fundamentalmente a considerar a la Virgen la razón de unas milagrosas lluvias que en una época de sequía salvaron oportunamente las cosechas de los agricultores de la zona. Es por ello que la Virgen de Vallada se convirtió en la patrona de la localidad y se le realizaba romería en dación de gracias el tercer día de la semana de Pentecostés.
Tenía importancia como punto de referencia y como refugio para los que se trasladaban entre Valencia y Aragón, Ya que se encontraba situada en el Camino del Ragudo, siendo su campana una de los mejores métodos para orientarse cuando por motivos de nieblas o tormentas los caminantes se perdían en la travesía.

## Descripción
El edificio, actualmente en estado de ruina, se data en el siglo XIV. Los restos permiten ver muchas características definitorias de cómo debió ser la ermita cuando todavía estaba en uso. Por los muros de mampostería y la presencia de arcos de sillería, su estructura permite considerarlo como un templo “de reconquista”. La cubierta ha desaparecido.
Interiormente su planta es de nave única y el portal de entrada presenta un arco apuntado y con dovelas que podría considerarse de estilo protogótico.
En el  lado de la epístola, en la entrada había un pórtico adosado del cual sólo se puede contemplar actualmente las ménsulas de sustentación.
Puede considerarse que tuvo tres fases constructivas:
- Primera fase, llevada a cabo en el siglo XIV, en esta primera fase se realizaría la construcción de la estructura del edificio así como las tres primeras crujías.[1][3]
- Segunda fase, en la que se añade una nueva crujía en la parte del ábside.[1][3]
- Tercera fase, llevada a cabo en el siglo XVIII , consistente sobre todo en una reforma decorativa, al estilo de la época, conservándose aún restos de yeserías y esgrafiados . También en esta fase se llevó a cabo la construcción del coro y con gran seguridad, la de una dependencia adosada, en la que se empotra una pequeña puerta apuntada del siglo XIII.[1][3]

En el interior de la ermita había una talla gótica policromada, que podía datarse en el siglo XIV, de la Virgen sedente con el Niño sobre la rodilla izquierda, de unos 60 centímetros de altura. Al comenzar el abandono y consecuente ruina de la ermita, se decidió trasladar la apreciada talla a la  Iglesia Parroquial de El Salvador, donde se mantuvo hasta que en la guerra civil se perdió y tuvo que reemplazarse por una copia.